# Palacios de Riopisuerga
Palacios de Riopisuerga è un comune spagnolo di 24 abitanti situato nella comunità autonoma di Castiglia e León.